# Phan Thiết
Phan Thiết wymowaⓘ – miasto w Wietnamie, nad Morzem Południowochińskim. Miasto w prowincji Lâm Đồng (po wejściu w życie reformy administracyjnej 1.07.2025) . W 2009 roku liczyło 189 619 mieszkańców.
 Mũi Né jest okręgiem tego miasta.